# Голубой ара
Голубой ара (лат. Cyanopsitta spixii), или  малый голубой ара, или ара Спикса — невстречающаяся в диком виде птица семейства попугаевых. Единственный представитель одноимённого рода.

## Внешний вид
Длина тела 55—57 см; масса 400 г. Окраска оперения — блёкло-голубая. Голова светло-серая. Грудь и живот — цвета морской волны. Лицевая зона лишена перьевого покрытия (от надклювья до глаз), кожа тёмно-серого цвета. Лоб и ушки — светлее основного цвета головы. Крылья и хвост тёмно-синего цвета. Клюв чёрный. Радужка желтоватая. Ноги серые. Молодые особи имеют тёмную радужку и полосу костяного цвета посередине надклювья, но к моменту полового созревания эта полоса полностью исчезает. Также у молодых особей неоперённые участки кожи на лице обычно светлее, чем у старых птиц.

## Распространение
Обитали в Бразилии (между реками Парнаиба и Сан-Франциску).

## Образ жизни
Населяли равнины каатинга с колючими кустарниками и одинокими высокими деревьями, пальмовыми рощами, гнездились в галерейных лесах вдоль рек.

## Размножение
Гнёзда устраивали в дуплах старых деревьев, выбирая самые большие. Самка откладывает яйца с интервалом в два дня. В кладке 2—3 яйца. Насиживание продолжается 24—26 дней, насиживает яйца только самка. Самец кормит самку, а также охраняет гнездо, но ночует он вне гнезда. Птенцов кормят оба родителя. Оперяются птенцы около 4 месяцев, но ещё три последующих месяца их кормят родители.

## Угрозы и охрана
Этот вид больше не встречается в дикой природе, последний живший в дикой природе самец исчез в 2000 году. До этого в середине 1990-х годов предпринимались попытки внедрения особи самки из частной коллекции, но эта птица погибла. Причины исчезновения: вырубка галерейных лесов, деградация местообитаний из-за скотоводства, отлов, африканские пчёлы-убийцы, которые заняли оставшиеся пригодные в этой зоне для гнездования дупла, а также вырубка деревьев Tabebuia caraiba, плодами которого кормились птицы. Для этих птиц было характерно использование годами одного и того же гнезда, что облегчало работу браконьеров. Единственной надеждой этого вида остаются птицы, содержащиеся в частных коллекциях. К счастью, голубые ара размножаются в неволе. По продекларированным данным в частных коллекциях к концу XX века проживало около 70 особей. Однако существует опасность бесплодия большей части этих птиц, так как особи могут быть очень близкими родственниками. Сейчас действует международная программа по разведению этого вида в неволе. Кроме того, чтобы купить эту птицу, владелец должен гарантированно иметь хорошо обустроенные вольеры и сотрудничать с программой защиты голубого ара (CPRAA).
Из этих 70 птиц только 9 вовлечены в программы рабочей группы, к счастью, эти птицы представляют собой 90 % генетического разнообразия, представленного во всей популяции птиц. Кроме того, существует надежда, что другие владельцы птиц присоединятся к рабочей группе, что увеличит размер популяции, вовлечённой в программы восстановления вида.
В 2004 году в Лоро-парке удалось получить птенца от пары таких птиц и благополучно его вырастить.
По данным 2007 года в частных коллекциях насчитывалось 90 птиц, в 2010 году — 105 птиц.
В 2012 году основана международная программа по спасению этого вида («Projeto Ararinha na Natureza (Macaw in Nature Project)»), для создания нескольких специализированных питомников по разведению и реинтродукции.
По данным 2015 года, в питомнике Al Wabra Wildlfe Preservation(AWWP) в Катаре содержалось более 100 особей, всего в коллекциях в разных странах находилось около 160 птиц этого вида. Фондом AWWP в 2009 году выкуплена ферма площадью 2200 га в штате Баия (Бразилия), в районе, где обитали последние особи, на её территории создан питомник и заповедник для последующей программы по реинтродукции в дикую природу. С 2014 по 2019 год в питомнике AWWP и бразильском центре по разведению выращено 25 птенцов этого вида.
20 июня 2019 года данный вид попугаев был признан вымершим в дикой природе.
В конце октября 2023 года в дикой природе родились два птенца голубого ара от пары, объединившейся после освобождения из неволи в июне и декабре 2022 года соответственно.

## В культуре
Птицы данного вида являются центральными героями мультипликационного фильма 2011 г. под названием «Рио» (англ. Rio), а также «сиквела этого мультфильма 2014 г. —  Рио 2» (англ. Rio 2). Помимо художественной составляющей, в произведениях затрагиваются темы вымирания голубых ара, браконьерства и человеческого пренебрежения природными богатствами.